# 吉武辉子
吉武辉子（羅馬化：Yoshitake Teruko；1931年7月27日—2012年4月17日），日本作家与评论家。出生于日本兵库县，毕业于庆应义塾大学。后加入东映宣传部工作，是日本最早的女性宣传制作人。1968年获得“女性公论读者奖”。后來开始文学创作与评论生涯。于1977年以无党籍参选日本参议员选举落败。於2012年4月17日因為肺炎去世，享年80岁。